# Inspektorat Graniczny Straży Celnej „Ostrów”

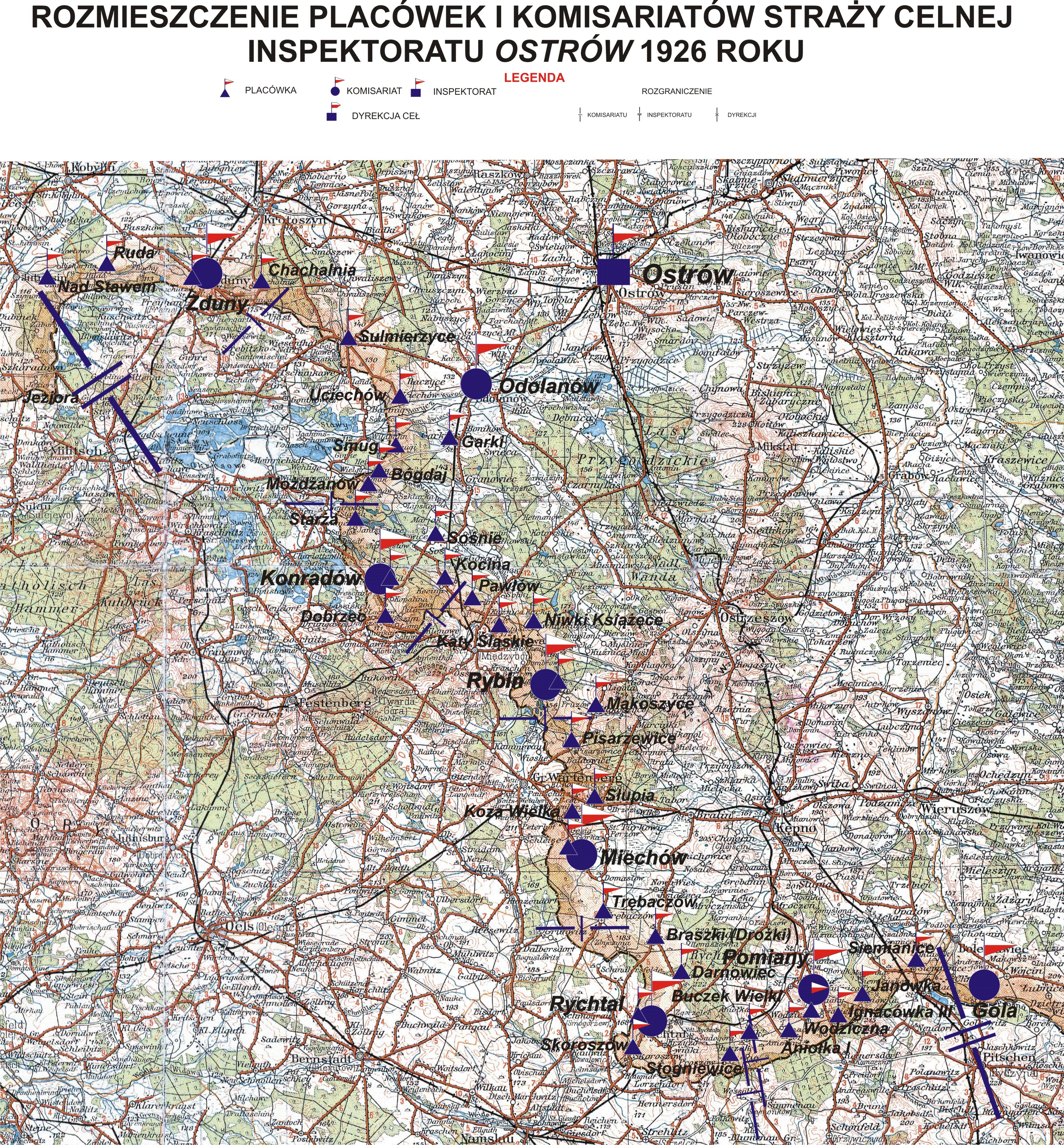
Rozmieszczenie placówek i komisariatów Inspektoratu „Ostrów”

Inspektorat Straży Celnej „Ostrów” – jednostka organizacyjna Straży Celnej pełniąca służbę ochronną na granicy polsko-niemieckiej w latach 1921–1927.

## Formowanie i zmiany organizacyjne
Na wniosek Ministerstwa Skarbu, uchwałą z 10 marca 1920 roku, powołano do życia Straż Celną. Od połowy 1921 roku jednostki Straży Celnej rozpoczęły przejmowanie odcinków granicy od pododdziałów Batalionów Celnych. Proces tworzenia Straży Celnej trwał do końca 1922 roku. Inspektorat Straży Celnej „Ostrów”, wraz ze swoimi komisariatami i placówkami granicznymi, znalazł się w podporządkowaniu Dyrekcji Ceł „Poznań”. W 1926 roku w skład inspektoratu wchodziło 7 komisariatów i 37 placówek Straży Celnej.
Rozporządzeniem ministra skarbu z 30 czerwca 1927 roku rozpoczęto reorganizację Straży Celnej. Inspektorat Straży Celnej „Ostrów” został rozwiązany, a komisariaty weszły w skład nowego inspektoratu granicznego .
Rozporządzeniem Prezydenta Rzeczypospolitej Polskiej Ignacego Mościckiego z 22 marca 1928 roku powoływano z dniem 2 kwietnia 1928 roku  Straż Graniczną, a rozkazem nr 3 z 25 kwietnia 1928 roku w sprawach organizacji Wielkopolskiego Inspektoratu Okręgowego dowódca Straży Granicznej gen. bryg. Stefan Pasławski zatwierdził dyslokację, granice i strukturę inspektoratu granicznego nr 12 „Ostrów”.

## Służba graniczna
Sąsiednie inspektoraty
- Inspektorat Straży Celnej „Leszno” ⇔ Inspektorat Straży Celnej „Praszka”

## Funkcjonariusze inspektoratu
Obsada personalna w 1927:
- kierownik inspektoratu – starszy komisarz Józef Talarczyk
- pomocnik kierownik inspektoratu – komisarz Antoni Wierzchowski
- funkcjonariusze młodsi:

starszy strażnik Franciszek Bawolski (2889)
strażnik Feliks Dembczyński (2382)
strażnik Adam Pacek (2620)

## Struktura organizacyjna
Organizacja inspektoratu w 1926 roku:
- komenda – Ostrów Wielkopolski
- komisariat Straży Celnej „Pomiany”
- komisariat Straży Celnej „Rychtal”
- komisariat Straży Celnej „Miechów”
- komisariat Straży Celnej „Rybin”
- komisariat Straży Celnej „Konradów”
- komisariat Straży Celnej „Odolanów”
- komisariat Straży Celnej „Zduny”